# Cupola (guerra)

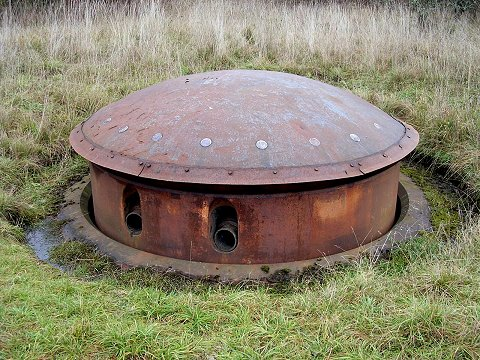
Una torretta girevole e a scomparsa della linea Maginot.

Una cupola  è una fortificazione difensiva prevalentemente utilizzata nelle sommità di strutture difensive come i bunker.
Una cupola poteva essere fissa o girevole; addirittura alcuni modelli erano a scomparsa (ovvero rientravano). Dalle cupole era possibile osservare in maniera protetta il campo di tiro, da cui ci si aspettava un arrivo del nemico. Era inoltre possibile fare fuoco da queste postazioni con fucili, mitragliatrici o cannoni.